# 64号美国国道
美國國道64（U.S. Route 64），全長2,326英里(3,743公里)，一條橫越美國東西方的公路，從北卡羅來納東部到亞利桑那東北部。

## 相關公路
- 美國國道164
- 美國國道264

## 州份
- 北卡羅來納
- 田納西
- 阿肯色
- 俄克拉何馬
- 新墨西哥
- 亞利桑那